# Albalat dels Sorells
Albalat dels Sorells – gmina w Hiszpanii, w prowincji Walencja, we wspólnocie autonomicznej Walencja, o powierzchni 4,62 km². W 2011 roku liczyła 3911 mieszkańców.